# Nhà biên kịch

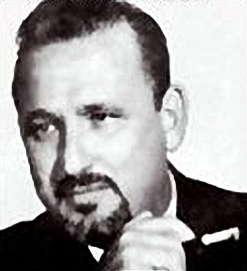
Ezz El-dine Zulficar, nhà biên kịch người Ai Cập

Nhà biên kịch, biên kịch hay người viết kịch bản, là tác giả viết kịch bản phim cho những bộ phim và chương trình truyền hình.
- Ray Bradbury: Moby Dick, King of Kings
- Shane Black: Lethal Weapon, The Last Boy Scout, Last Action Hero
- Bertrand Blier
- Charlie Chaplin: The Gold Rush, City Lights, Modern Times, The Great Dictator
- Paddy Chayefsky
- Larry Cohen: Phone Booth, Cellular
- Francis Ford Coppola
- Cameron Crowe: Fast Times at Ridgemont High, Almost Famous, Vanilla Sky, Elizabethtown, Jerry Maguire'
- Frank Darabont: The Shawshank Redemption, The Green Mile
- Delmer Daves: The Petrified Forest, Love Affair, A Summer Place
- I.A.L. Diamond
- Nora Ephron
- Hampton Fancher: Blade Runner
- Ernesto Gastaldi
- Lowell Ganz và Babaloo Mandel: Splash, Parenthood, City Slickers, A League of Their Own
- William Goldman
- Akiva Goldsman
- David S. Goyer: Dark City, Blade series, Batman Begins
- James Gunn: Dawn of the Dead (2004), Scooby-Doo
- Adam Hackbarth: Darkworld
- Hashimoto Shinobu, nhà biên kịch yêu thích của Kurosawa Akira
- Ben Hecht
- Brian Helgeland
- John Hodge: Trainspotting, Shallow Grave, A Life Less Ordinary
- Sidney Howard
- Lawrence Kasdan: Star Wars: Episode V - The Empire Strikes Back, The Big Chill
- Charlie Kaufman
- James Kearns
- David Koepp
- Kadri Kousaar
- Hanif Kureishi: My Beautiful Laundrette
- Ring Lardner, Jr.
- Ernest Lehman:  Sabrina, Executive Suite, North by Northwest, The Sweet Smell of Success
- John Logan
- Anita Loos
- Rod Lurie:  Deterrence, The Contender
- Kurt Luedtke: Absence of Malice, Out of Africa
- Michael MacLennan: Queer As Folk (US), Anne of Green Gables
- David Mamet
- Herman J. Mankiewicz
- Joseph L. Mankiewicz
- Frances Marion
- Nancy Meyers
- Herman Miller (writer)
- Walter Newman
- David Peoples: Blade Runner, Twelve Monkeys, Ladyhawke
- Harold Pinter
- Michael Radford
- Mike Rich
- Robert Riskin: It Happened One Night, Lost Horizon
- Bruce Robinson: The Killing Fields, Withnail and I
- Phil Alden Robinson: Field of Dreams, All of Me, Sneakers
- Frederica Sagor Maas
- John Sayles
- Paul Schrader
- Rod Serling
- Kevin Smith
- Steven Soderbergh
- Aaron Sorkin: A Few Good Men, The American President, Sports Night, The West Wing, Studio 60 on the Sunset Strip
- Oliver Stone: JFK, The Doors, Alexander
- Peter Stone
- Tom Stoppard: Rosencrantz and Guildenstern are Dead, Shakespeare in Love
- J. Michael Straczynski: Creator and writer of most of Babylon 5.  He also wrote The Complete Book of Scriptwriting, a well regarded and often used guide for beginning screenwriters.
- Quentin Tarantino: Pulp Fiction, Reservoir Dogs, True Romance, Jackie Brown,  Kill Bill: Vol. 1 và  Kill Bill: Vol. 2
- Dalton Trumbo
- David N. Twohy: The Fugitive, G.I. Jane, Pitch Black
- Randall Wallace: Braveheart, Pearl Harbor, We Were Soldiers
- Joss Whedon: Buffy the Vampire Slayer, Toy Story, Titan A.E., Firefly
- Michael Wilson
- Rafael Yglesias: Fearless, Death and the Maiden, Les Miserables
- Steven Zaillian: Awakenings, Schindler's List, Searching for Bobby Fischer

### Những nhà biên kịch người Việt Nam:[cần dẫn nguồn]
- Hoàng Tích Chỉ: Vĩ tuyến 17 ngày và đêm, Em bé Hà Nội, Thành phố lúc rạng đông (phim tài liệu)
- Bành Bảo: Hồ Chí Minh – chân dung một con người (phim tài liệu), Đến hẹn lại lên, Những người đã gặp, [cần dẫn nguồn]
- Bành Châu: Đường về quê mẹ, Thằng Bờm, Hoa thiên lý, Đêm Bến Tre, Ai giận ai thương
- Nguyễn Quang Sáng: Cánh đồng hoang
- Nguyễn Hoài Việt: Người trồng cây, Tháng ba sấm động, Nguyễn Trãi, Nước cờ Tam Điệp, Một thời đã yêu, Le'Cid
- Châu Thổ: Trót yêu, Trăng nơi đáy giếng, Trở về (Phim truyền hình), Người đàn bà không hoá đá. [1]
- Nguyễn Nhật Tuấn: Biển bờ, Con chim biết chọn hạt, Tiếng gọi lúc mờ sáng, Giao thời (phim truyền hình). [2]
- Nguyễn Thị Thu Huệ: Của để dành,Nước mắt đàn ông.[3]
- Charlie Nguyễn: Em chưa 18, Dòng máu anh hùng, Fan cuồng, Long ruồi, Khát vọng thăng long,Cưới ngay kẻo lỡ..
- Thạch Tuyền (biên kịch): Nhà có năm nàng tiên